# 低鈣血症
低鈣血症或低血鈣症（Hypocalcemia）係指血清中的鈣離子濃度過低的狀況，正常比例為 2.1 至 2.6 mmol/L（約為 8.8 到 10.7mg/dl，4.3 到 5.2 mEq/L），如果低於 2.1 mmol/L，就會認定為低鈣血症，輕微的低鈣狀況通常進展很緩慢，而且沒有症狀，其他可能會有的症狀包含感覺遲鈍、肌肉痙攣、癲癇發作、意識混亂、心跳停止等。
常見的成因為罹患副甲狀腺功能低下症和維生素D缺乏症，其他成因則包含了罹患腎功能衰竭、胰腺炎、橫紋肌溶解症、腫瘤溶解症候群、鈣離子通道阻滯劑中毒，接觸到氟化氫、氫氟酸等氟化物，及服用特定藥劑如骨骼疏鬆藥雙磷酸鹽等。診斷時需確認校正後的血鈣濃度（Corrected calcium）或游離鈣（ionized calcium）濃度，照心電圖或許有助於看出特殊變化。
症狀嚴重時的早期治療方法為靜脈並用注射氯化鈣和硫酸鎂，其他療法則為施用維他命D、鎂及補鈣劑。如果患者患有副甲狀腺功能低下症，會推薦使用氫氯噻嗪、磷結合劑以及採用低鈉飲食。在住院治療的人當中，約有 18% 的人有低鈣血症。